# Marcelo (football, 1969)
Pour les articles homonymes, voir Marcelo.
Marcelo, de son nom complet Marcelo dos Santos Cipriano, né le 11 octobre 1969 à Niterói au Brésil, est un footballeur brésilien et portugais ayant évolué au poste d'attaquant.

## Biographie

### Carrière en club
Né à Niterói, dans l'État de Rio de Janeiro, de parents portugais, Marcelo retourne au Portugal alors qu’il est encore adolescent et intègre le centre de formation d’Académica de Coimbra. Il est prêté l’été 1989 à l’équipe de quatrième division Sertanense (pt).
Après une saison chacune avec Académica puis avec CD Feirense en deuxième division portugaise, Marcelo débute en Primeira Liga sous les couleurs du Gil Vicente, marquant trois buts. Son apogée au Portugal survient avec le modeste club du FC Tirsense, qu'il aide à monter en première division en 1994. La saison suivante, il inscrit 17 buts, contribuant au meilleur classement historique du club, une 8e place.
Ses performances lui valent un transfert au prestigieux Benfica, où il termine meilleur buteur du club en championnat (derrière João Pinto) lors de la saison 1995-1996, sans toutefois remporter de trophée. La saison suivante, il évolue une année en deuxième division espagnole avec le Deportivo Alavés, sans marquer en 26 apparitions.
En 1997, Marcelo part en Angleterre où il joue cinq saisons. Il est recruté par Sheffield United pour 400 000 £. Lors de sa première saison, il aide son équipe à atteindre les demi-finales de la FA Cup en marquant contre Coventry City à Highfield Road.
Birmingham City le recrute en 1999 pour 500 000 £. Il participe à la finale de la Coupe de la Ligue anglaise en 2001, entrant en jeu en seconde mi-temps et marquant lors de la séance de tirs au but Plus tard la même année, il atteint les barrages de montée en Premier League avec Birmingham, mais son équipe est éliminée en demi-finale lors d’une séance de tirs au but où il manque son tir.
Il termine sa carrière anglaise au Walsall FC, où il joue neuf matchs et marque un but contre Burnley FC,.
À près de 33 ans, il revient au Portugal et à son premier club professionnel, l’Académica de Coimbra, où il dispute deux saisons en première division avant de prendre sa retraite.
Au total, il dispute 112 rencontres pour 32 buts marqués en première division portugaise et 151 matchs pour 50 buts marqués en deuxième division anglaise. Il joue également 6 matchs pour 1 but marqué en Coupe UEFA sous le maillot de Benfica.

## Palmarès

### En club
Benfica Lisbonne
- Coupe du Portugal :
  - Vainqueur : 1995-96.

 FC Tirsense
- Segunda Liga :
  - Champion : 1993-94.